# David Marlow (Dirigent)
David Marlow ist ein deutsch-britischer Dirigent und Komponist.

## Leben
Als Sohn britischer Eltern wuchs er in Deutschland auf, lernte früh Klavierspielen und sang in seiner Kindheit in vielen Chören. Nach seinem Klavier- und Dirigierstudium begann eine erfolgreich Karriere als Dirigent, die ihn zu Orchestern in ganz Europa führte.
Nach seinem Studium in Detmold und Wien startete David Marlow zunächst eine klassische Opern-Laufbahn am Theater Aachen, wo er Werke wie La Bohème, Otello und Lohengrin dirigierte. Es folgten Stationen als 1. Kapellmeister in Chemnitz und Hagen mit über 300 Vorstellungen, darunter Peter Grimes, Madame Butterfly, Carmen, Faust, Hänsel und Gretel, Don Carlos und Don Quichotte. Marlow leitete auch die deutschen Erstaufführungen der Opern Pinocchio von Jonathan Dove, Selma Jezkova von Paul Rouders und Lola rennt von Ludger Vollmer.
Als Chorleiter des WDR Rundfunkchores (2010 bis 2013) arbeitete er zusammen mit Dirigenten wie Jukka Pekka Saraste, Esa-Pekka Salonen, Kurt Masur, Daniel Harding, Howard Griffiths, Simon Halsey und Kent Nagano.
Er war langjähriger musikalischer Assistent von Andris Nelsons bei den Bayreuther Festspielen. Zweimal sprang er kurzfristig für Nelsons ein: 2011 übernahm er im Konzerthaus Dortmund mit großem Erfolg eine Aufführung von Puccinis Suor Angelica und 2015 aus dem Stand die Lohengrin-Proben beim Concertgebouw Orkest Amsterdam. Aufgrund des sehr positiven Echos folgten schnell weitere Einladungen, u. a. beim Ulster Orchestra Belfast, beim Orchestre Philharmonique du Luxembourg, beim Gelders Orkest und beim Rotterdams Philharmonisch Orkest. Von 2014 bis 2020 war David Marlow Chefdirigent der Vogtland Philharmonie.
Inzwischen hat er als Gastdirigent eine Vielzahl bedeutender Orchester geleitet. So dirigierte er u. a. die Deutsche Kammerphilharmonie Bremen, die Wiener Symphoniker, das WDR Sinfonieorchester, die NDR Radiophilharmonie Hannover, die Duisburger Philharmoniker, die Bochumer Symphoniker, das Brandenburgische Staatsorchester Frankfurt sowie die Jenaer und die Neubrandenburger Philharmonie. In dieser Saison führen ihn Wiedereinladungen zum Orchestre Philharmonique du Luxembourg, zur Nordwestdeutschen Philharmonie und zur Südwestdeutschen Philharmonie Konstanz.
Seit 2020 lehrt er als Professor für Dirigieren an der Hochschule für Musik in Detmold.
Moderierte Konzerte – wie beim Sommer in Lesmona vor 3.000 Zuschauern – sind eine besondere Stärke des passionierten Musikvermittlers, ebenso wie Education-Projekte mit Kindern, Jugendlichen und Erwachsenen. Seit September 2014 bringt er auf WDR 3 und seit 2020 auch auf SWR 2 sinfonische Kompositionen einem breiteren Publikum näher. Eine inzwischen beachtliche Sammlung von über 30 WDR 3-Werkbetrachtungen ist online nachzuhören. Vorträge über Beethoven vor jungen Games-Entwicklern an der Technischen Hochschule Köln, ein Konzert in der Demokratischen Republik Kongo mit Mitgliedern des Kinshasa Symphony Orchestra und Musikern des WDR- und BR-Sinfonieorchesters, oder als Music Supervisor für den Film Louis van Beethoven für die ARD – Neugier, Begeisterungsfähigkeit und Vielseitigkeit sind charakteristisch für David Marlow.
Als Komponist äußerst vielseitig, hat er für viele Film- und Fernsehproduktionen sowie Computerspiele komponiert, u. a. der preisgekrönte Dokumentarfilm Eines Vaters Liebe.